# Araneus sicki
Araneus sicki là một loài nhện trong họ Araneidae.
Loài này thuộc chi Araneus. Araneus sicki được Herbert Walter Levi miêu tả năm 1991.